# Steve Sullivan (boxe anglaise)
Steve Sullivan est un boxeur américain né le 21 mai 1897 à Brooklyn (New York) et mort le 6 septembre 1979.

## Carrière
Il livre son premier combat à seulement 10 ans en 1907 et devient champion du monde des super-plumes le 20 juin 1924 après sa victoire surprise aux points contre Johnny Dundee. Sullivan cède son titre dès le combat suivant face à Mike Ballerino le 15 décembre 1924 et met un terme à sa carrière en 1926 sur un bilan de 34 victoires, 29 défaites et 4 matchs nuls.